# Lycodon paucifasciatus
Lycodon paucifasciatus är en ormart som beskrevs av Rendahl och Smith 1943. Lycodon paucifasciatus ingår i släktet Lycodon och familjen snokar.  Inga underarter finns listade i Catalogue of Life.
Denna orm förekommer i centrala Vietnam. Arten lever i kulliga områden mellan 300 och 500 meter över havet. Individerna vistas fuktiga skogar som främst är städsegröna. En stor population finns i Phong Nha-Ke Bang nationalpark. Lycodon paucifasciatus är nattaktiv och vistas främst på marken. Den har små ryggradsdjur som föda. Honor lägger troligtvis ägg.
Utanför nationalparken hotas beståndet av skogarnas omvandling till jordbruksmark. Även i nationalparken förekommer illegal skogsbruk. IUCN kategoriserar arten globalt som sårbar.